# Oospila lacteguttata
Oospila lacteguttata là một loài bướm đêm trong họ Geometridae.